# نظرية الاحتمال

مثال لبيان دالة توزيع في حالة متغير منقطع

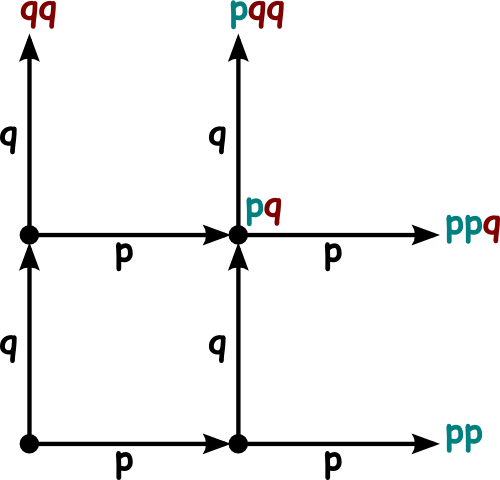
مخطط التوزيع الهندسي

نظرية الاحتمال (بالإنجليزية: Probability theory)‏ هي النظرية التي تدرس احتمال الحوادث العشوائية، بالنسبة للرياضيين، الاحتمالات أعداد محصورة في المجال بين 0 و1 تحدد احتمال حصول أو عدم حصول حدث معين عشوائي أي غير مؤكد.
يتم تحديد احتمال الحدث {\displaystyle E} بالقيمة {\displaystyle P(E)\!} حسب بدهيات الاحتمال. كما ندعو احتمال الحدث {\displaystyle E} علما بحدوث الحدث {\displaystyle F}: الاحتمال الشرطي للحدث {\displaystyle E} مع العلم بحدوث {\displaystyle F}. نمثل هذا الاحتمال الشرطي بالنسبة بين احتمال التقاطع بين الحدثين (أي حدوثهما معا) إلى احتمال حدوث الحدث {\displaystyle F}، أي {\displaystyle P(E\cap F)/P(F)}.
إذا لم تتغير قيمة الاحتمال الشرطي للحدث {\displaystyle E} علما بوقوع {\displaystyle F} عن القيمة الأصلية غير الشرطية للحدث أي أن الاحتمال واحد في حال وقوع {\displaystyle F} أو عدم وقوعه عندئذ نقول أن هذين الحدثين مستقلين.
تناقش نظرية الاحتمالات مصطلحين غاية في الأهمية وهما: المتغير العشوائي والتوزيع الاحتمالي للمتغير العشوائي.

## التاريخ
طورت الاحتمالات والإحصاء في أشكالها الأولى من طرف العلماء العرب أثناء دراستهم لعلم التشفير، بين القرنين الثامن والثالث عشر الميلاديين. الخليل بن أحمد الفراهيدي كتب كتابا في هذا الاتجاه.
تستمد النظرية الرياضياتية للاحتمالات جذورها من محاولات فهم وتحليل لُعب الحظ من طرف جيرولامو كاردانو الذي عاش خلال القرن السادس عشر الميلادي ومن طرف بيير دي فيرما وبليز باسكال، اللذان عاشا خلال القرن السابع عشر (انظر على سبيل المثال إلى معضلة النقط).
انظر إلى كريستيان هوغنس.
لنظرية الاحتمالات جذور متعلقة بألعاب الفُرص التي تواجدت في القرن السادس عشر، و تم استخدام نظرية حساب الاحتمالات في حساب الفرص لظهور عناصر من بين مجموعة كبيرة من العناصر الأخرى. للاحتمالات في هذه النظرية أنواع منها الاحتمالات المشروطة والمستقلة والمنفية والمؤكدة. وقد يكون لكل نوع من هذه الأنواع قاعدة عامة وقواعد فرعية. ولنظرية الاحتمالات علاقة وثيقة بنظرية العد أيضا وتستخدم في التوافيق وأيضاً التباديل.

## نظرة أكثر تجريدية
تهتم نظرية الاحتمالات بتحليل الظواهر العشوائية، إن العناصر المركزية لنظرية الاحتمال هي الأحداث والمتغيرات العشوائية والعمليات العشوائية.
لقد قاد كولموغوروف عملية تأسيس دراسة نظرية حديثة للاحتمالات بدمجه بين فكرة فضاءالعينة التي قدمها ريتشارد فون ميزيس وبين نظرية القياس وعرض في عام 1933 نظام بديهيات لنظرية الاحتمالات ما لبث أن أصبح بلا منازع الأساس البديهي لنظرية الاحتمالات الحديثة.
يمكن تمثيل الفضاء الاحتمالي على أنه ثلاثية
{\displaystyle (\Omega ,{\mathcal {F}},P)}, حيث
- {\displaystyle \Omega } تمثل مجموعة غير خالية، تدعى فضاء العينة.
- {\displaystyle {\mathcal {F}}} هو σ-جبر لفضاء العينة التي ندعو كل عنصر من عناصرها : «حدث».

لكي نستطيع أن نقول أن {\displaystyle {\mathcal {F}}} يشكل سيغما-جبر هذا يقتضي بالتعريف انها تحوي {\displaystyle \Omega }, وأن متممة أي حدث تشكل حدثا أيضا، واجتماع أي تسلسل أحداث هو حدث أيضا.
- {\displaystyle P} يمثل قياس احتمالي probability measure على {\displaystyle {\mathcal {F}}}, أي, قياس بحيث يكون

{\displaystyle P(\Omega )=1}, أي أن احتمال كامل فضاء العينة يساوي الواحد.
تدعى الثنائية {\displaystyle (\Omega ,{\mathcal {F}})} فضاء مقاسا أو فضاء قابلا للقياس لأنه يتحول إلى فضاء احتمالي بتعريف قياس احتمالي عليه.
من المهم أن نلاحظ أن {\displaystyle P} تشكل دالة معرفة على
{\displaystyle {\mathcal {F}}} وليس على فضاء العينة {\displaystyle \Omega }.

## توزيع الاحتمال
في علم الاحتمالات والإحصائيات، توزيع الاحتمال (بالإنجليزية: Probability distribution)‏ هو إعطاء احتمال معين لكل مجموعة جزئية قابلة للقياس من مجموعة نتائج تجربة عشوائية ما. وبتعبير آخر، هو قياس احتمالي مجاله تطبيق جبر بوريل على مجموعة الأعداد الحقيقية.
التوزيع الاحتمالي يعتبر حالة خاصة من مصطلح أكثر عمومية هو القياس الاحتمالي، الذي يعتبر دالة تربط قيم احتمالات بمجموعات مقيسة من الفضاء المقاس بحيث تحقق فرضيات كولوموغروف.
كل متغير عشوائي ينشأعنه توزيع احتمالي يحتوي معظم المعلومات المهمة عن هذا المتغير. فاذا كان المتغير X متغيرا عشوائيا فان التوزيع الاحتمالي الموافق له ينسب للمجال [a, b] احتمالا : بمعنى أن احتمال أن يأخذ المتغير {\displaystyle X} قيمة ضمن المجال هي : {\displaystyle \Pr \left[a\leq X\leq b\right]}.

## تقارب المتغيرات العشوائية
في نظرية الاحتمالات، توجد عدة مفاهيم مختلفة لتقارب المتغيرات العشوائية. يعد تقارب تسلسل المتغيرات العشوائية لبعض المتغيرات العشوائية الحد مفهومًا مهمًا في نظرية الاحتمالات وتطبيقاته على الإحصاء والعمليات العشوائية. تُعرف نفس المفاهيم في الرياضيات الأكثر عمومية باسم التقارب العشوائي وتضفي الطابع الرسمي على فكرة أنه يمكن توقع تسلسل الأحداث العشوائية أو غير المتوقعة في بعض الأحيان في سلوك لا يتغير بشكل أساسي عند دراسة العناصر البعيدة بدرجة كافية في التسلسل. تتعلق المفاهيم المختلفة الممكنة للتقارب بكيفية وصف مثل هذا السلوك: سلوكان مفهمان بسهولة هما أن التسلسل يأخذ في نهاية المطاف قيمة ثابتة، وأن القيم في التسلسل تستمر في التغيير ولكن يمكن وصفها بتوزيع الاحتمالات غير المتغير.

## قانون الأعداد الكبيرة
يقول قانون الأعداد الكبيرة بأن التردد النسبي لحادثة عشواء يقترب أكثر فأكثر من احتمالها النظري مع ازدياد عدد مرات إعادة تجربة عشواء۔

## مبرهنة النهاية المركزية
في نظرية الاحتمال، تشكل مبرهنات النهاية المركزية (بالإنجليزية: Central limit theorem)‏ مجموعة نتائج لنظرية الاحتمالات تنص أن مجموع عدة متغيرات عشوائية ومتشابهة التوزع، يميل إلى التوزع حسب توزيع احتمالي معين.
أهم هذه المبرهنات تقول أنه إذا كانت المتغيرات المجموعة تملك تباينات محددة فإن المجموع يميل إلى التوزع طبيعيا أي أنه يملك توزيعا احتماليا طبيعيا.
تسمى مبرهنة النهاية المركزية أيضا بالمبرهنة الأساسية الثانية في الإحصاء.
لتكن X1, X2, X3,... Xn متسلسلة من الاعدادالمستقلة والمتطابقة في التوزيع
المتغير العشوائي لكل منها لديه قيمه منتهي للوسط µ والتباين σ2 > 0.
تقول مبرهنة النهاية المركزية ان : كلما ازداد حجم العينة n ,فان التوزيع لمتوسط هذه المتغيرات العشوائية يقترب من التوزيع الطبيعي القياسي.

## مفهوم الاحتمال
هو إمكانية وقوع أمر ما لسنا على ثقة تامة بحدوثه، ويلعب الاحتمال دوراً أساسياً في الحياة اليومية بالتنبؤ بإمكانية وقوع حدث ما وهو النظرية التي يستخدمها الإحصائي لتساعده في معرفة مدى تمثيل العينة العشوائية محل الدراسة للمجتمع المأخوذ منه العينة، وتنحصر قيمة الاحتمال بين الصفر والواحد الصحيح والصفر للاحتمال المستحيل في حين الواحد الصحيح للاحتمال المؤكد والاحتمال يبحث في ثلاثة مسائل هامة معتمدة على القواعد الخاصة بالاحتمال التي سنذكرها في حينها والمسائل الثلاثة هي:
1. حساب الاحتمال المتمثل بالتكرار النسبي.
2. حساب الاحتمال بدلالة احتمالات أخرى معلومة من خلال عمليات مثل الاتحاد والتقاطع والفرق.
3. طرق إجراء التقدير كالتوزيعات الاحتمالية.

## أنواع الاحتمال

### الاحتمال المنتظم
وهو تساوي احتمالات عناصر الظاهرة فاحتمال الحصول على أي عدد عند إلقاء حجر النرد هو {\displaystyle 1/6}

### الاحتمال الضمني أو الشخصي (Subjective Probabilities)
الاحتمال الذي يعتقده شخص أما على حساب خبرته في الظاهرة محل الدراسة وهو يختلف من شخص لآخر كاحتمال ربح حصان في سباق للخيل.

### الاحتمالات التكرارية النسبية (The Relative Frequency)
ويتم تحديده كما يلي:
أ) نسبة وقوع الحدث على مدى طويل مع ثبات الظروف المحيطة بالحدث.
ب) حساب مرات وقوعه في عدد كبير من المحاولات أي : عدد مرات ظهوره مقسوم على عدد مرات إجراء التجربة .

## التعاريف الأساسية للاحتمال
التجربة العشوائية (RANDOM SAMPLING): كل إجراء نقوم به نعلم مكوناته دون معرفة أي منها سيقع، وتعرف في علم إحصاء بالتجربة الإحصائية وهي كل عملية تعطي قياساً لظاهرة ما.
التجربة العشوائية بإلقاء قطعة النقود التي عناصرها المجموعة {صورة، كتابة} وقد يقع أي منهم وتعرف الصورة والكتابة بعناصر العينة.
التجربة العشوائية بإلقاء حجر النرد الذي عناصره المجموعة {\displaystyle \{1,2,3,4,5,6\}} وقد يقع أي منهم، وهكذا ...

## فضاء النواتج (Sample Space)
تعرف المجموعة {\displaystyle \{1,2,3,4,5,6\}} في مثالنا السابق للتجربة العشوائية بفضاء النواتج أو فضاء الإمكانيات أو فضاء العينة (Sample Space) فضاء العينة لتجربة إلقاء قطعة نقود مرة واحدة {\displaystyle \{T,H\}} أو تمثل بشكل فِن مستطيل أو دائرة بالداخل العناصر الخاصة بالتجربة العشوائية.

## الأحداث
الحدث هو مجموعة جزئية من فضاء العينة وعدد الأحداث تخضع للصيغة {\displaystyle N^{2}} حيث {\displaystyle N} عدد عناصر فضاء العينة واحتمال وقوع الحدث {\displaystyle A} هو نسبة عدد حالات وقوعه بالفعل بالنسبة لكل الحالات الممكنة لوقوعه أي أن: {\displaystyle P(A)=M/N} حيث {\displaystyle M} عدد حالات وقوع {\displaystyle A} بالفعل، {\displaystyle N} عدد الحالات الممكنة فاحتمال ظهور عدد فردي عند إلقاء حجر النرد مرة واحدة هو {\displaystyle 0.5} لأن الأعداد الفردية ثلاثة {\displaystyle (1,3,5)} والتي تحقق المطلوب (عدد فردي) وكل الأعداد ستة {\displaystyle (1,2,3,4,5,6)} فالاحتمال {\displaystyle 3/6=0.5} ، الشكل المقابل لحجر النرد أو الزار أو الزهرة.
الحدث البسيط ( Simple event ): وهو الحدث المكون من عنصر واحد مثل {\displaystyle \{1\}} في تجربة إلقاء حجر النرد .
الحدث المركب ( Compound event ): الحدث المكون من أكثر من عنصر مثل {\displaystyle \{2,4,6\}} حدث العدد زوجي في تجربة إلقاء حجر النرد.
الحدث المستحيل: الحدث الذي لا يحوي أي عنصر كحدث ظهور العدد {\displaystyle 7} في تجربة إلقاء حجر النرد.
الحدث المؤكد: الحدث الذي يضم كافة عناصر الفضاء كحدث ظهور عدد أقل من {\displaystyle 7} في تجربة إلقاء حجر النرد.
الحدثان المتنافيان ( Mutually Exclusive events ): الحدثان اللذان لا يشتركا في أي عنصر وتقاطعهم المجموعة الخالية أي {\displaystyle A\cap B=F} مثل {\displaystyle \{2\},\{3\}}، وتعرف بالأحداث غير المتصلة.
الأحداث المنتظمة (dependent events): المتساوية في احتمالاتها. ففي تجربة إلقاء حجر النرد مرة واحدة يكون:
{\displaystyle P(1)=P(2)=P(3)=P(4)=P(5)=P(6)=1/6}
الأحداث الشاملة ( Exhaustive events ): إذا كان {\displaystyle S} فضاء عينة ما فإن الأحداث {\displaystyle A,B,C} شاملة إذا تحقق الشروط الثلاثة الآتية:
1. متنافية فيما بينها أي: {\displaystyle A\cap B=F} و {\displaystyle A\cap C=F} و {\displaystyle C\cap B=F}
2. أياً منها ليست خالية أي : {\displaystyle A\neq F} و {\displaystyle B\neq F} و {\displaystyle C\neq F}
3. إتحادها يساوي {\displaystyle S} أي : {\displaystyle A\cup B\cup C=S}

الأحداث المكملة (Complementary events): الحدثان اللذان اتحادهم يساوي فضاء العينة بمعنى {\displaystyle A} حدث فإن {\displaystyle A'} الحدث المكمل حيث {\displaystyle A\cup A'=S}
الحدثان المستقلان ( Independent events ): اللذان لا يتأثر أي منهم بالآخر (وقع أحدهم لا يؤثر أو يتأثر بوقوع أو عدم وقوع الآخر) .
قاعدة الضرب للاحتمالات للأحداث المستقلة {\displaystyle P(A\cap B)=P(B)*P(A)} يمكن تعميم هذه القاعدة لأكثر من حدث :
{\displaystyle P(A\cap B\cap C\cap ...\cap Z)=P(A)*P(B)*P(C)*...*P(Z)}
الأحداث الغير مستقلة (المشروطة) Conditional Probability: حدثان وقوع أحدهما يؤثر في وقوع الآخر مثل سحب ورقة من أوراق اللعب دون إرجاع مما يؤدي لتأثير سحب ورقة جديدة لنقص الفرصة بنقص عدد الأوراق (من 52 إلى 51) فالحدثان {\displaystyle A}, {\displaystyle B} نكتب حدث وقوع {\displaystyle A} بشرط وقوع {\displaystyle B} بالصورة {\displaystyle A/B} ويكون:
{\displaystyle P(A\mid B)={\frac {P(A\cap B)}{P(B)}},}
لاحظ أن العلامة خط الكسر ليس علامة القسمة بل علامة شرط وقوع ما يليها من أحداث .
{\displaystyle P(A/B)s} وهو احتمال وقوع الحدث A بشرط وقوع الحدث B ، قد ترد عبارة أخرى تفيد الشرط كالقول علماً بأن .
وفي حالة الحدثان مستقلان أي لا يؤثر وقوع أحدهما على الآخر ( when A and B are independent events ) يصبح القانون:
{\displaystyle P(A\cap B)=P(B)*P(A)}
مثال:
صندوق يحوي 14 كرة منها 8 حمراء، 6 زرقاء سحبت كرتان (عشوائياً) من الصندوق الواحدة وراء الأخرى دون إرجاع ( أو سحب كرتان معاً ).
أحسب احتمال أن تكون الكرتان حمراء وزرقاء (الأولى زرقاء والثانية حمراء). (أنظر الشكل).
الحل:
ليكن A = حدث سحب كرة حمراء اللون
وليكن B = حدث سحب كرة زرقاء اللون
فالمطلوب هو{\displaystyle P(A/B)s} حيث {\displaystyle A} السحبة الثانية، {\displaystyle B} السحبة الأولى.
{\displaystyle P(A\cap B)=P(B)*P(A)}
{\displaystyle P(A\cap B)=(6/14)*(8/13)=24/91=0,2637}
لاحظ سحب كرتان نفس اللون = ل(ح، ح) + ل(ز، ز) = (8÷14)×(7÷13) + (6÷14)×(5÷13) = 0.4725
لاحظ سحب كرتان مختلفتان في اللون = ل(ح، ز) + ل(ز، ح) = 0.2637 + 0.2637 = 0.5274
لاحظ مجموع الاحتمالان السابقان 0.4725 + 0.5274 = 0.9999 ≈ 1

## قواعد الاحتمال
1) إذا كان {\displaystyle A} حدث من {\displaystyle S} أي أنَّ {\displaystyle A} مجموعة جزئية من {\displaystyle S} فإن: {\displaystyle P(A)} يعبر عن احتمال وقوع الحدث {\displaystyle A}
احتمال وقوع الحدث {\displaystyle A}: يساوي عدد حالات وقوع الحدث {\displaystyle A} بالفعل مقسوم على كل الحالات التي يمكن وقوعها .
2) الحدثان المتكاملان (المتتامان) : {\displaystyle A\cup A'=S} حيث يكون: {\displaystyle P(A)+P(A')=1} ويمكن استنتاج: {\displaystyle P(A')=1-P(A)s} أو {\displaystyle P(A)=1-P(A')s}
أيضاً نقول أن الحدث {\displaystyle A'}هو حدث عدم وقوع {\displaystyle A} .
3) مجموع احتمالات الأحداث الشاملة يساوي الواحد الصحيح لأن اتحادها يساوي{\displaystyle S}
4)الحدثان المتنافيان {\displaystyle B}, {\displaystyle A} أي تقاطعهم {\displaystyle F} فإن: {\displaystyle P(A\cap B)=0}, {\displaystyle P(A\cup B)=P(A)+P(B)} , «ويمكن تعميم ذلك على أكثر من حدثين متنافيين».
5) إذا كان {\displaystyle A}, {\displaystyle B} حدثان غير متنافيين (متصلين) أو احتمال وقوع أحدهم على الأقل فإن: {\displaystyle P(A\cup B)=P(A)+P(B)-P(A\cap B)} عملية الطرح هنا للاحتمال {\displaystyle P(A\cap B)s} لتكراره مرتين عند حساب الاحتمال للجزء المشترك بين {\displaystyle A}, {\displaystyle B} حيث يحسب مرة مع {\displaystyle A} وأخرى مع {\displaystyle B}.
يمكن تعميم القاعدة السابقة لأكثر من حدثين متصلين كالتالي:
{\displaystyle P(A\cup B\cup C)=P(A)+P(B)+P(C)-P(A\cap B)-P(A\cap C)-P(B\cap C)}
6) عدد الأحداث في فضاء النواتج {\displaystyle S} للتجربة العشوائية هو {\displaystyle 2^{N}}حيث {\displaystyle N} عدد عناصر الفضاء {\displaystyle S} فعدد أحداث تجربة إلقاء حجر النرد مرة واحدة هو {\displaystyle 2^{6}=64} حدثاً بما فيهم الحدثان المستحيل {\displaystyle \varnothing } والمؤكد {\displaystyle S} حيث : {\displaystyle S=\{1,2,3,4,5,6\}}
أمثلــة:
(1) في تجربة إلقاء قطعة نقود وحجر النرد ولمرة واحدة أكتب فضاء النواتج {\displaystyle S}.
الحل: قطعة النقود لها عنصران {\displaystyle H}, {\displaystyle T} صورة وكتابة، وحجر النرد له {\displaystyle 6} عناصر هي العداد من {\displaystyle 1} إلى {\displaystyle 6} وعليه يكون عدد عناصر فضاء التجربة {\displaystyle 2*3=12} هي:
{\displaystyle S=\{(H;1);(H;2);(H;3);(H;4);(H;5);(H;6);(T;1);(T;2);(T;3);(T;4);(T;5);(T;6)\}}
ويمكن كتابتها اختصاراً بالصورة :
{\displaystyle S=\{(H;1);(H;2);...;(T;5);(T;6)\}}
(2) سحبت كرة واحدة فقط من كيس يحوي {\displaystyle 10} كرات متماثلة تماماً ألوانها {\displaystyle 3} حمراء، {\displaystyle 2} سوداء، {\displaystyle 5} صفراء فما احتمال أن تكون الكرة المسحوبة حمراء
الحل : عدد الكرات التي تحقق المطلوب (حمراء اللون) هو {\displaystyle 3} وعدد الكرات التي يمكن أن تسحب يساوي {\displaystyle 10}وبافتراض أن {\displaystyle A}هو حدث الكرة حمراء فيكون المطلوب: {\displaystyle P(A)=M/N=3/10=0.3}.
(3) إذا كان احتمال وفاة شخص هو {\displaystyle 0,05} فما احتمال أن يعيش؟
الحل: واضح أن الاحتمال المطلوب هو الحدث المتمم للاحتمال المعطى أي أن مجموعهم يساوي الواحد الصحيح وبفرض أن:
{\displaystyle A} : حدث أن يعيش الرجل و {\displaystyle A'} : حدث أن يموت الرجل فإن :
{\displaystyle P(A)=1-P(A')=1-0.05=0.95}.
(4) بين إن كانت الأحداث الآتية شاملة (دالة احتمال) حيث احتمالاتها {\displaystyle 0,1}، {\displaystyle 0,3}،{\displaystyle 0,6} مع العلم بأنها متنافية فيما بينها
الحل: حتى تكون شاملة يجب أن يكون مجموعها يساوي الواحد الصحيح وبجمعها نجد أن: {\displaystyle 0.1+0.3+0.6=1} فالأحداث شاملة.
(5) بين إن كانت الأحداث الأربع الآتية شاملة (دالة احتمال) حيث احتمالاتها {\displaystyle 0.6,\ 0.3,\ 0.1,\ 0.0}
الحل: حتى تكون شاملة يجب أن لا يكون أياً منها لا يساوي {\displaystyle F} ولكن وجود الاحتمال المساوي للصفر يعني الحدث {\displaystyle =} {\displaystyle F} فالأحداث غير شاملة.
(6) إذا كان احتمال النجاح في مادة الرياضيات هو {\displaystyle 0,45}واحتمال النجاح في مادة الإحصاء هو {\displaystyle 0,65}واحتمال النجاح في المادتين معاً هو {\displaystyle 0,37}أوجد احتمال النجاح في أحد المادتين على الأقل.
الحل: بتطبيق صيغة الاحتمالات للحوادث المتصلة بفرض أنَّ:
{\displaystyle A}: احتمال النجاح في مادة الرياضيات
{\displaystyle B} : احتمال النجاح في مادة الإحصاء
{\displaystyle A\cap B}: احتمال النجاح في المادتين معاً فأنَّ:
{\displaystyle P(A\cup B)=P(A)+P(B)-P(A\cap B)=0.45+0.65-0.3=0.73}.